# Javier Cercas
Javier Cercas Mena (Ibahernando, Cáceres, 1962) é um escritor e tradutor espanhol. Seus livros foram traduzido para mais de 30 idiomas e ele ganhou numerosos prêmios na Espanha e internacionais.

## Biografia
Trabalhou durante dois anos na Universidade de Illinois. Desde 1989, leciona literatura espanhola na Universidade de Girona. É colaborador habitual na edição catalã do jornal El País.

## Obras

### Narrativa
- 1987 El móvil, Barcelona, Tusquets, 2003.
- 1989 El inquilino, Barcelona, Círculo de Lectores, 2002. Em português, O inquilino.
- 1997 El vientre de la ballena, Barcelona, Tusquets, 1997.
- 2001 Soldados de Salamina, Barcelona, Tusquets, 2001. Adaptada para o cinema por David Trueba em 2003.
- 2005 La velocidad de la luz, Barcelona: Tusquets, 2005. Em português, A Velocidade da Luz.
- 2009 Anatomía de un instante, Mondadori, 2009. Em português, A Anatomia de um instante.
- 2012 Las leyes de la frontera. Em português, As Leis da Fronteira
- 2014 El impostor. Em português, O impostor
- 2017 El monarca de las sombras. Em português, O Rei das Sombras
- 2019 - Terra Alta
- 2021 - Independencia
- 2022 - El castillo de Barbazul

### Crônicas, artigos e livros diversos
- 1998 Una buena temporada (1998).
- 2000 Relatos reales, Barcelona, Tusquets, 2000.
- 2006 La verdad de Agamenón. Crónicas, artículos y un cuento. Barcelona, Tusquets, 2006.

### Ensaios
- 1993 La obra literaria de Gonzalo Suárez (Barcelona: Sirmio, 1993).
- 2002 Àlbum Galmes (2002). Estudos literários. Biografias. Com Ponç Puigdevall.
- 2003 Diálogos de Salamina: un paseo por el cine y la literatura (2003). Com David Trueba, Luis Alegre Saz (ed.), David Airob (fot.).
- 2009 "Anatomía de un Instante" 2009.

### Traduções
- Francesc Trabal, El hombre que se perdió (1992).
- H. G. Wells, El país de los ciegos y otros relatos (1997; 2005).
- Quim Monzó, Guadalajara (1997).
- Sergi Pàmies, La gran novela sobre Barcelona (1998).
- Quim Monzó, Ochenta y seis cuentos (2003).
- Quim Monzó, Splassshf (2004).

### Prémios
- Prémio Salambó de Narrativa 2001 (Espanha)
- Prémio Qué Leer (Espanha)
- Prémio Crisol (Espanha)
- Prémio Llibreter (Espanha)
- Prémio Cálamo 2011 (Espanha)
- The Independent Foreign Fiction Prize (Reino Unido)
- Prémio Grinzane Cavour (Itália)
- Prémio de la Crítica de Chile (Chile)
- Prémio Ciutat de Barcelona (Espanha)
- Prémio Ciudad de Cartagena (Espanha)
- Medalla de Extremadura 2005 (Espanha)
- Prémio Arzobispo Juan de San Clemente (Espanha)
- Cartelera Turia (Espanha)
- Athens Prize for Literature (Grécia)
- Prémio Fundación José Manuel Lara (Espanha)
- Prémio Nacional de Narrativa (Espanha)
- Prémio Internacional Terenci Moix 2010
- Prémio Mondello 2011 (Italia)
- Prémio Mandarache 2014
- Grinzane Cavour de narrativa 2003 (Espanha)
- Prix Jean Monnet
- Prémio Internazionale del Salone del Libro di Torino 2011 (Itália)
- Prémio Literário Casino da Póvoa 2015 (Portugal)